# Cause célèbre
Cause célèbre (фр. знаменитое дело) — громкое судебное разбирательство, вызвавшее широкий общественный резонанс. Термин может использоваться как в положительном значении для обозначения судебных дел, имеющих большую прецедентную ценность, так и в отрицательном, обозначая печально известные события, скандалы, конспирологические теории. 
В XVIII веке с лёгкой руки адвокатов Питаваля и Рише получили распространение сборники описаний нашумевших уголовных процессов — питавали. Наиболее полным был 37-томный сборник Nouvelles Causes Célèbres, где пересказывались известнейшие судебные процессы во Франции XVII-XVIII веков. Успех подобных изданий привёл к распространению термина cause célèbre за пределами Франции.
Позднее, в XX веке, для обозначения наиболее резонансных судебных разбирательств (обычно с общественно-политическим уклоном) вошло в употребление другое клише — «процесс века».

## Известные примеры
- Дело Эдгардо Мортары, Папская область, 1850-е[1]
- Дело Веры Засулич, Российская империя, 1878
- Дело Дрейфуса, Франция, 1894[2]
- Дело Менделя Бейлиса, Российская империя, 1913[3]
- Суд над Тедом Банди, США, 1977[4]
- Смерть Сергея Магнитского, Российская Федерация, 2009[5]
- Самосожжение Мохаммеда Буазизи, Тунис, 2010[6]
- Дело Pussy Riot, Российская Федерация, 2012[7]
- Дело о групповом изнасиловании в Дели, Индия, 2012[8]